# Köflach
Köflach là một đô thị thuộc huyện Voitsberg thuộc bang Steiermark, nước Áo. Đô thị Köflach có diện tích 20,38 km², dân số thời điểm cuối năm 2005 là 449 người.